# Chroniques des vampires
Les Chroniques des vampires (titre original : The Vampire Chronicles) sont une série de romans fantastique de l'écrivaine américaine Anne Rice centrée sur le personnage de Lestat de Lioncourt, un noble français transformé en vampire au cours du XVIIIe siècle.
Les chroniques ont rassemblé un grand nombre de fans depuis la publication du premier tome, Entretien avec un vampire, en 1976. En 2018, Hulu acquiert les droits de diffusion de projet d'adaptation en série. En décembre 2019, ces droits expirent et Anne Rice met en vente les droits d'adaptation cinématographique et télévisuelle.
En 2020, AMC acquiert les droits d'adaptation de la saga ainsi que ceux de La Saga des sorcières Mayfair.

## Les livres de la série

### Chroniques des vampires
1. Entretien avec un vampire, Jean-Claude Lattès, 1978 ((en) Interview with the Vampire, 1976)Réédité aux éditions Pocket en 1990, aux éditions Fleuve noir en 2004 puis aux éditions Plon en 2012
2. Lestat le vampire, Albin Michel, 1988 ((en) The Vampire Lestat, 1985)Réédité aux éditions Pocket en 1990 puis aux éditions Fleuve noir en 2004
3. La Reine des damnés, Olivier Orban, 1990 ((en) The Queen of the Damned, 1988)Réédité aux éditions Pocket en 1991 puis aux éditions Fleuve noir en 2004 puis aux éditions Plon en 2010
4. Le Voleur de corps, Plon, 1994 ((en) The Tale of the Body Thief, 1992)Réédité aux éditions Pocket en 1995 puis aux éditions Fleuve noir en 2004
5. Memnoch le démon, Plon, 1997 ((en) Memnoch the Devil, 1995)Réédité aux éditions Pocket en 1998 puis aux éditions Fleuve noir en 2004
6. Armand le vampire, Plon, 2001 ((en) The Vampire Armand, 1998)Réédité aux éditions Pocket en 2002 puis aux éditions Fleuve noir en 2005
7. Merrick, Plon, 2002 ((en) Merrick, 2000)Ouvrage commun avec la Saga des sorcières Mayfair - Réédité aux éditions Fleuve noir en 2004 puis aux éditions Pocket en 2013
8. Le Sang et l'Or, Plon, 2003 ((en) Blood and Gold, 2001)Ouvrage commun avec la Saga des sorcières Mayfair - Réédité aux éditions Fleuve noir en 2005
9. Le Domaine Blackwood, Plon, 2004 ((en) Blackwood Farm, 2002)Ouvrage commun avec la Saga des sorcières Mayfair
10. Cantique sanglant, Plon, 2005 ((en) Blood Canticle, 2003)Ouvrage commun avec la Saga des sorcières Mayfair
11. Prince Lestat, Michel Lafon, 2016 ((en) Prince Lestat, 2014)Réédité aux éditions J'ai lu en 2018
12. Prince Lestat et l'Atlantide, Michel Lafon, 2017 ((en) Prince Lestat and the Realms of Atlantis, 2016)Réédité aux éditions Michel Lafon Poche en 2019
13. (en) Blood Communion, 2018

### Les Nouveaux Contes des vampires
1. Pandora, Plon, 1999 ((en) Pandora, 1998)Réédité aux éditions Pocket en 2001 puis aux éditions Fleuve noir en 2005
2. Vittorio le vampire, Plon, 2000 ((en) Vittorio the Vampire, 1999)Réédité aux éditions Pocket en 2001 puis aux éditions Fleuve noir en 2005

## Influence
Le nom du groupe de rock australien Savage Garden provient des Chroniques des vampires.